# Тавильяно
Тавильяно (итал. Tavigliano) — коммуна в Италии, располагается в регионе Пьемонт, в провинции Бьелла.
Население составляет 936 человек (2008 г.), плотность населения составляет 94 чел./км². Занимает площадь 10 км². Почтовый индекс — 13811. Телефонный код — 015.
Покровителем коммуны почитается святой Иулий.

## Демография
Динамика населения:

## Администрация коммуны
- Официальный сайт: